# Památník Karla Hynka Máchy
Památník Karla Hynka Máchy je pobočka Vlastivědného muzea a galerie v České Lípě v nejstarší zachovalé budově města Doksy. Muzeum, pro svůj původ označované i jako Hospitálek, je věnováno odkazu básníka Karla Hynka Máchy a je zde i expozice týkající se rybářství a rybníkářství na Českolipsku. Někdejší barokní špitál je zapsán v Ústředním seznamu kulturních památek České republiky.

## Budova
Budova Památníku Karla Hynka Máchy stojí na rohu ulic Máchovy (č.p. 150) a Valdštejnské v centru města, asi 200 metrů severně od náměstí Republiky. Ostatní budovy v okolí shořely při ničivém požáru města v roce 1842. Poloroubený dům s šindelovou věžičkou byl postaven roku 1669 hraběnkou Františkou Heissenštejnovou z Vrba (či Annou Marií z Heissensteinu). Byl postaven jako panský špitál pro vysloužilce z panského dvora, byl v něm i chudobinec a sirotčinec.  V roce 1723 byla v přízemí zřízena kaple sv. Jana Nepomuckého, byly zde lavice i oltář. V patře byl upraven byt pro špitálního kaplana, který v přízemí celebroval 4x týdně mše. U domku byla zahrádka se studnou a kůlnou.  
Po roce 1945 se objekt stal modlitebnou Československé církve.
V roce 1960 byl adaptován na současné použití i název. Mimo pamětní síně K. H. Máchy byla v přízemí do roku 1968 také městská knihovna a v patře byl byt, využívaný členy Svazu československých spisovatelů. Druhá velká rekonstrukce byla provedena po roce 1985. Třetí trvá od roku 2025 a měla by trvat dva roky.

## Výstavní expozice
Hlavní část prostor je věnována odkazu  básníka Karla Hynka Máchy, který často v okolní krajině pobýval a svým dílem ji i proslavil. V roce 1999 zde byla instalována expozice věnovaná historii rybářství a rybníkářství Českolipska. Je zda také expozice obrazů z 19. století.
Muzeum je otevřeno od dubna do října, vstupné do něj stojí 30 korun. 
V muzeu se koná mnoho různých výstav i kulturních akcí jako je velikonoční jarmark nebo řezbářské sympozium. Muzeum je členem Asociace muzeí a galerií České republiky.

## Dopravní spojení
Do Doks jezdí řada regionálních i dálkových autobusových spojů, železniční stanice Doksy leží na trati 080 z Jedlové do Bakova nad Jizerou. Kolem památníku vede červená mezinárodní turistická trasa E10 (zde též zvaná Máchova cesta), vedou sem cyklotrasy 014 a 3045.